# Teodegoda

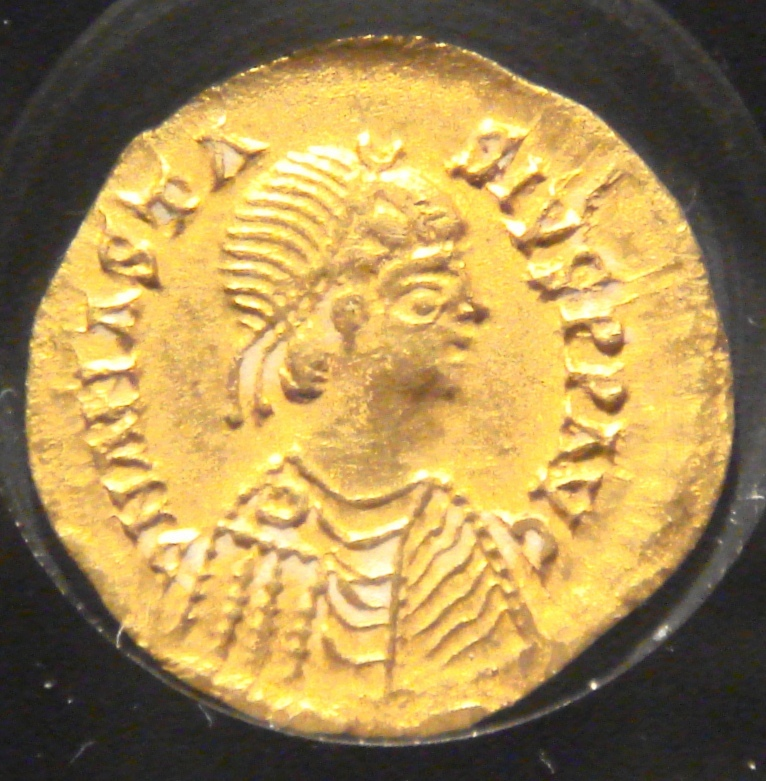
Tremisse de r.

Teodegunda, Teodegoda ou Tiudigoda (em latim: Tiudigotho), também chamada Teudichusa por Procópio de Cesareia, foi uma nobre gótica dos séculos V e VI, ativa no Reino Ostrogótico.

## Vida
Teodegunda era filha do rei Teodorico, o Grande (r. 474–526) com uma mulher de nome desconhecido e irmã de Ostrogoda. Segundo Jordanes, sua mãe era uma concubina de Teodorico. Ela nasceu enquanto seu pai ainda residia na Mésia, embora a data seja incerta; os autores da Prosopografia do Império Romano Tardio sugerem 476 ou c. 483/488. Ela foi casada com o rei visigótico Alarico II (r. 485–507) com quem teve um filho chamado Amalarico (r. 511–531).
Seu casamento foi fruto do jogo de alianças matrimoniais entre visigodos, ostrogodos e francos. Sua data é incerta, porém é certo que ocorreu pouco depois da derrota de Odoacro em 493. Segundo Ana Maria Jiménez, o matrimônio ocorreu depois de 494, o único legítimo de Alarico, que precisou abandonar a mulher com quem convivia e lhe havia dado um filho. Alarico, ao casar-se com uma princesa ostrogótica, conseguiu reforçar seu poder dinástico, e com o nascimento do filho de Teodegunda, reconheceu a superioridade dinástica de sua esposa ao batizar seu filho com um nome que uniu Amal, a dinastia ostrogótica epônima, e reiks, rei. Ao mesmo tempo, Teodorico adotou em armas seu genro, implicando certa subordinação militar.
Em 507, poucos anos após Teodegunda dar a Alarico seu herdeiro, o rei faleceu na Batalha de Vouillé contra o rei merovíngio Clóvis. Pela data, Amalarico era muito jovem e ainda precisaria esperar alguns anos para ser declarado rei, e por não cumprir os requisitos da maioridade e da experiência militar, foi marginalizado em detrimento do bastardo Gesaleico (r. 507–511). Além disso, Amalarico havia perdido o suporte materno através de seu avô, pois, segundo Josep Orlandis Rovira, Teodegunda já havia falecido.